# سجل أعمال (قانون)
سجل الأعمال هو لغة شائعة في قطاع الخدمات القانونية في الولايات المتحدة الأمريكية ويشير إلى مجموعة من العملاء التي يجمعها محام (عادة شريك) من خلال مهنته. وغالبًا يستخدم للإشارة إلى تقييم متابعة هؤلاء العملاء.
حيث إن معظم مكاتب المحاماة في الولايات المتحدة الأمريكية مُنشأة باعتبار أنها شركة ذات مسؤولية محدودة أو شركة مهنية، فإن كل شريك عادة ما يكون مسئولاً عن مراعاة عملائه في مناطق التركيز المحددة لهذا الشريك، مثل إقامة الدعاوى أو الضريبة أو الأوراق المالية. وفي السوق القانونية التنافسية، خاصة في أسواق المدن الكبيرة، تُقيم الأطراف من قبل لجان من زملائهم الشركاء بمساعدة مهنيين ماليين ومن خارج السوق القانونية داخل وخارج مكتب المحاماة على أساس سنوي وتضع الخطوط الإرشادية على أهداف قوائم الحساب. ومن الممكن للشريك المالك لسجل أعمال راكد أو متدهور أن «يقلل» أو يُخفض درجة الشريك الذي يستقبل سهمًا من أرباح المكتب إلى درجة شريك براتب أو مستشار.
وفي الغالب تحتفظ الشركات التي تبحث عن التوسع بمستخدمين قانونيين من خارج المكتب وتحدد أدنى سجل أعمال يتطلبونه كمرشحين جانبيين، في الغالب ما يكون بين مليون دولار إلى 3 ملايين دولار في أكبر الأسواق القانونية. وعندما يتخلى شريك عن مكتب المحاماة الخاص به، تطلب نقابة المحامين الأمريكية وقواعد النقابات المحلية أن يُخطر عملاءه، وأن يأخذوا فرصة لتقرير ما إذا كانوا سيتبعون المحامي إلى مكتب محاماة جديد أم أنهم سيبقون في ذلك المكتب. وذلك أعطى أشرس منافسة بين شركات المحاماة في العشرين عامًا الماضية، وتقترح التقارير السردية أن يخطر الشركاء عملائهم قبل الشروع في التنازل لتحديد حجم أعمالهم التي يمكن أن تنقل.
وفحص تضارب المصالح خطوة مهمة أيضًا قبل التفكير في نقل سجل الأعمال. على سبيل المثال؛ الشريك الذي يكون عملاؤه في الأساس من حاملي بوالص التأمين يكون بشكل عام غير قادر على أخذ معظم سجلات العمل الخاصة به إلى مكتب محاماة يمثل شركات التأمين.